# John Archibald Wheeler
John Archibald Wheeler (Jacksonville, 9 luglio 1911 – Hightstown, 13 aprile 2008) è stato un fisico statunitense.

## Biografia
Conseguì il dottorato nel 1933 alla Johns Hopkins University con una tesi sulla dispersione e l'assorbimento dell'elio. Dal 1938 al 1976 fu professore di fisica alla Princeton University e successivamente alla University of Texas ad Austin.
Fu, con Niels Bohr ed Enrico Fermi, uno dei pionieri della fissione nucleare, formulando nel 1939 insieme a Bohr il modello a goccia di liquido per il nucleo atomico. Successivamente partecipò a Los Alamos allo sviluppo della bomba atomica col progetto Manhattan e quindi al progetto Matterhorn B sulla bomba all'idrogeno.
Nel 1940, assieme a Richard Feynman, studiò l'invarianza temporale delle equazioni dell'elettrodinamica, formulando la Teoria assorbitore-emettitore di Wheeler-Feynman. Negli anni '50 collaborò con Tullio Regge in importanti studi di relatività generale, in particolare sulla stabilità della soluzione di Karl Schwarzschild.
Negli anni sessanta formulò la "geometro-dinamica", un programma fisico che doveva descrivere la gravità e l'elettromagnetismo come effetti della geometria dello spazio-tempo. Dette inoltre importanti contributi allo studio dei buchi neri e fu proprio lui, tra l'altro, a coniare tale termine nel 1967, dato che prima si parlava di stella nera (black star) o "stella oscura" (dark star). 
Fu fra i pionieri degli studi sulla gravità quantistica; in particolare condivise la formulazione dell'equazione Wheeler-DeWitt, che descrive le proprietà generali dell'universo senza introdurre la variabile tempo.
Negli ultimi anni di vita si dedicò maggiormente ad aspetti fondativi della fisica, affrontandone le incertezze epistemologiche e filosofiche. Formulò il Principio Antropico Partecipativo (PAP), una variante del principio antropico forte, e giunse alla conclusione che l'informazione sia una grandezza fondamentale, altrettanto importante dell'energia e della materia, se non più. La priorità ontologica dell'informazione venne sintetizzata nell'espressioneː "it from bit" per indicare che non esiste realtà fisica senza prima una struttura informativa.
Ebbe come studenti Richard Feynman, Hugh Everett III, Jacob Bekenstein, Kip Thorne, James Hartle, Charles Misner e altri noti studiosi.
Morì nel 2008 ed è sepolto nel Fairview Cemetery di Benson, Vermont.

## Premi e riconoscimenti
Nel 1968 il Dipartimento dell'Energia degli Stati Uniti d'America gli assegnò il Premio Enrico Fermi.
Nel 1997 ricevette il premio Wolf per la fisica.
Tra gli altri riconoscimenti ricevette:
- Medaglia Franklin (1969)
- Medaglia Oersted (1983)
- Medaglia Albert Einstein (1988)
- Medaglia Matteucci (1993)

Nel 1999 gli fu dedicato un asteroide (il 31555 Wheeler)

## Opere principali
1. Geometrodynamics, 1962

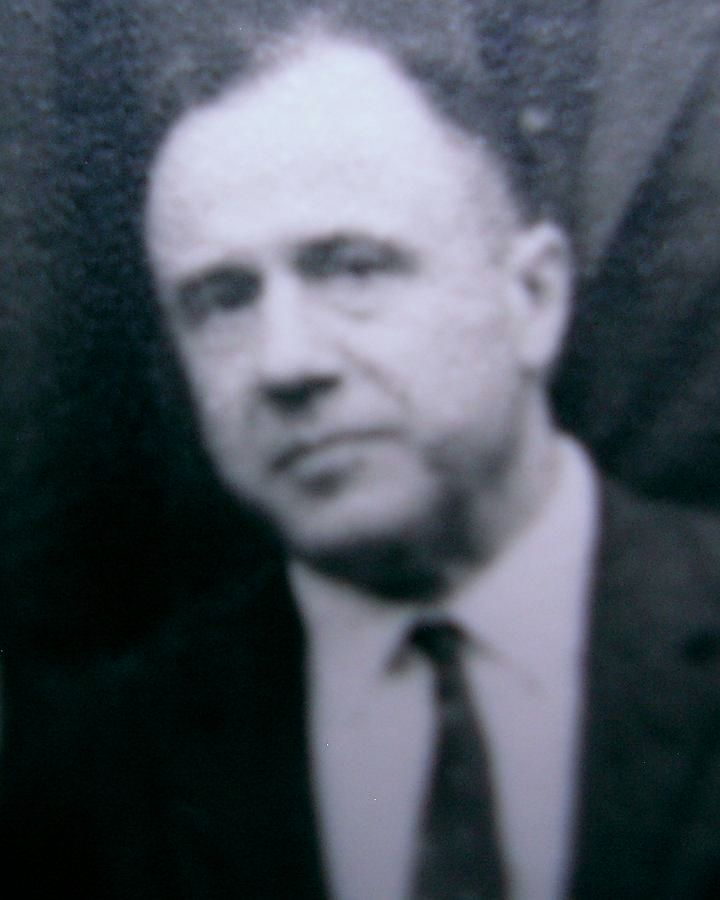
John Archibald Wheeler (1963)

2. (con B. Kent Harrison, K. S. Thorne e M. Wakano) Gravitation Theory and Gravitational Collapse, University of Chicago Press, Chicago, 1965
3. (con E. F. Taylor) Spacetime Physics, Freeman, San Francisco, 1966
4. Gravitation, 1973, con Charles Misner e Kip Thorne
5. (con M. Rees) Black Holes, Gravitational Waves, and Cosmology, Gordon and Breach, New York, 1974
6. A Journey into Gravity and Spacetime, Freeman, New York, 1990; Gravità e spazio-tempo, Zanichelli, 1993
7. (con E. F. Taylor) Spacetime Physics: Introduction to Special Relativity, Freeman, New York, 1992
8. At Home in the Universe, American Institute of Physics, New York, 1994
9. (con I. Ciufolini) Gravitation and Inertia, Princeton University Press, Princeton (NJ), 1995
10. (con K. Ford) Geons, Black Holes, and Quantum Foam: a Life in Physics, Norton, New York, 1998